# Wii
Wii je peta po redu kućna igračka konzola koju je proizveo Nintendo. Konzola je direktan naslednik Nintendove konzole Gamecube Zajedno sa konzolama Xbox 360 i PlayStation 3 čini sedmu generaciju igračkih konzoli.